# 築地神社
築地神社（つきじじんじゃ）は、愛知県名古屋市港区千鳥にある神社である。愛知県神社庁七等級。旧社格は郷社。名古屋港総鎮守とされる。

## 沿革
明治40年（1907年）、地元より神社を望む声がわき上がり、創建準備が始まる。昭和8年（1933年）2月、浅井作左衛門ら154名の連署を以て国に創建を申請。翌昭和9年（1934年）1月認証され、造営を開始。昭和13年（1938年）1月23日、熱田大宮の分霊を祀り、創祀される。
昭和19年（1944年）9月1日村社に列するとともに、神饌幣帛料供進神社に指定される。昭和20年（1945年）3月、戦災により本殿・拝殿を焼失。同年12月、郷社に列する。
昭和32年（1957年）7月、本殿再建、仮本殿より遷座される。昭和36年（1961年）7月、拝殿再建。昭和51年（1976年）5月、社務所を改築。

## 祭神
- 素戔嗚尊

## 神紋
- 五三桐竹

## 主な祭典行事
- 1月1日：歳旦祭
- 2月節分の日：節分祭
- 2月17日：祈年祭
- 3月春分の日：築地霊社みたま祭
- 3月春分の日前後：名古屋港殉職者慰霊祭
- 5月13日：熱田神宮御衣奉献祭（御衣祭）
- 7月18日：夏祭・名古屋みなと祭
- 7月30日：わくぐり神事
- 10月10日：金刀比羅社祭・出雲社祭
- 10月23日：例祭
- 11月23日：新嘗祭
- 12月16日：秋葉社祭
- 12月31日：大祓・除夜祭
- 毎月1日・15日・23日：月次祭

## 境内神社

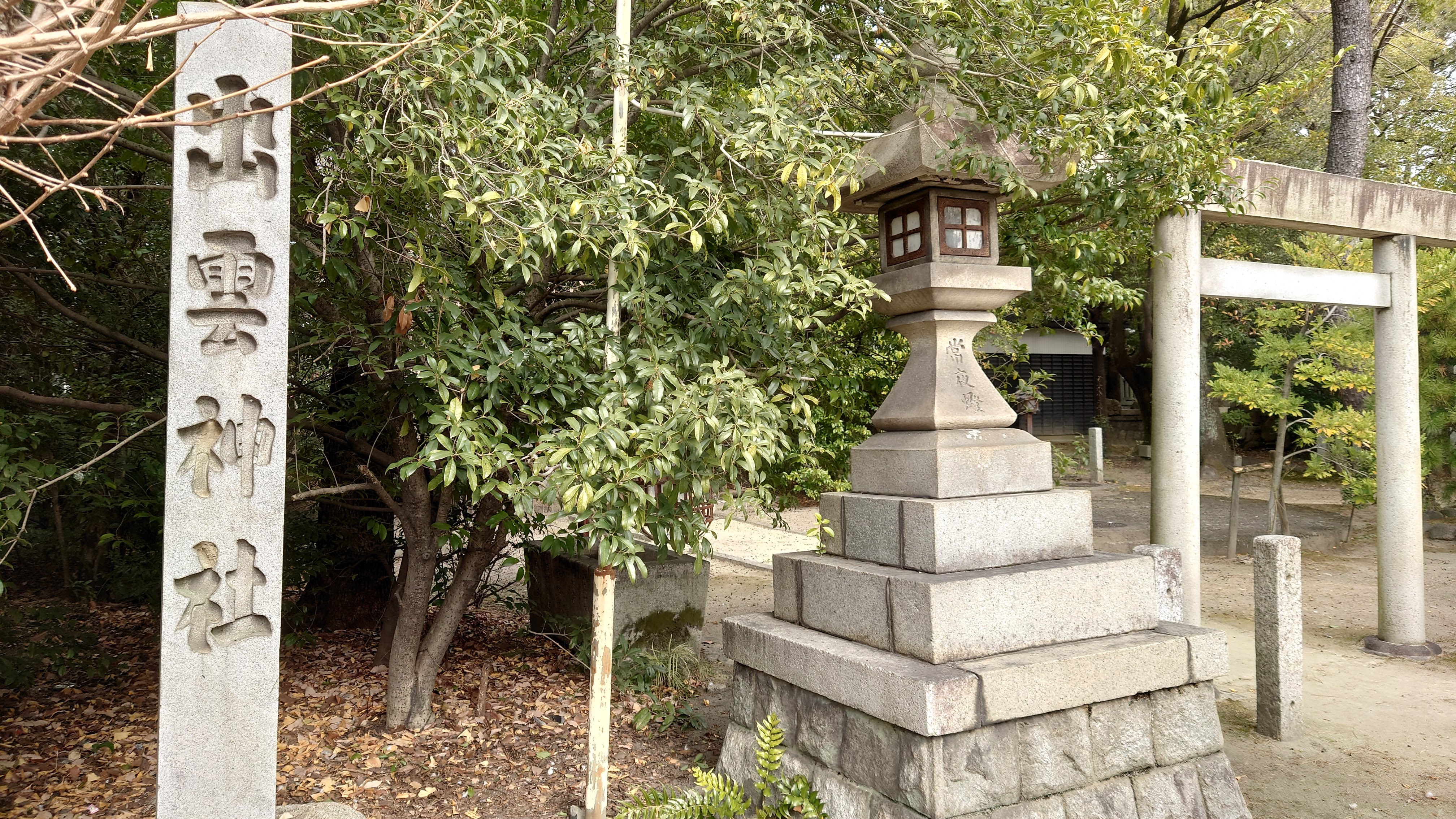
鳥居奥の左手の社が出雲神社、右手の社が金刀比羅宮（秋葉社配祀）となる

- 出雲神社：大国主命（出雲・金刀比羅宮境内の左手社）
- 金刀比羅宮：金毘羅大権現（出雲・金刀比羅宮境内の右手社）
- 秋葉社（※ 金刀比羅宮に配祀）
- 御獄神社（当社管轄外）
- 築地霊社：戦没者英霊

## その他
境内にある熱田神宮御衣祭ゆかりの斎機殿は、熱田神宮の旧神楽殿である。

## 交通
- 名古屋市営地下鉄名港線 築地口駅下車、徒歩で約10分。